# Tengu

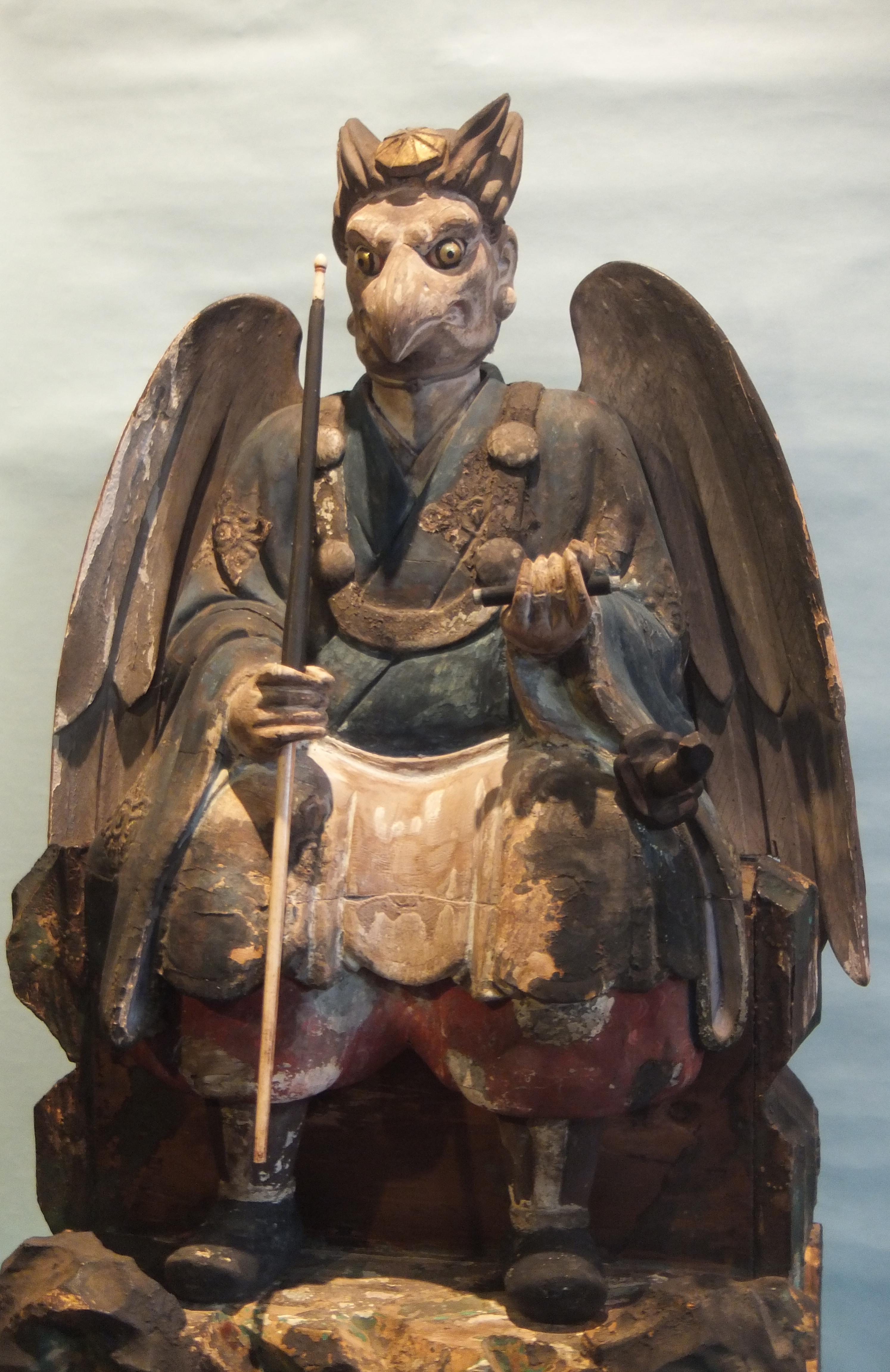
Tengu, cuối thời Edo (28×25×58 cm)

Tengu (天狗, "thiên cẩu") là một loại sinh vật huyền thoại được tìm thấy trong tín ngưỡng dân gian Nhật Bản và cũng được coi là một loại thần trong Thần đạo (kami) hoặc yōkai (yêu quái). Mặc dù tên sinh vật này được lấy từ một con quỷ Trung Quốc với hình chó ("Thiên cẩu"), tengu ban đầu lại có bộ dạng của chim săn mồi, và chúng được mô tả với đặc điểm của cả con người và chim theo truyền thống. Thoạt đầu, tengu được mô tả với mỏ chim, nhưng đặc điểm này thường được nhân bản hóa thành một cái mũi dài bất thường. Chiếc mũi dài của tengu là có thể coi là đặc trưng và phổ biến trong hình tượng của sinh vật này ngày nay.

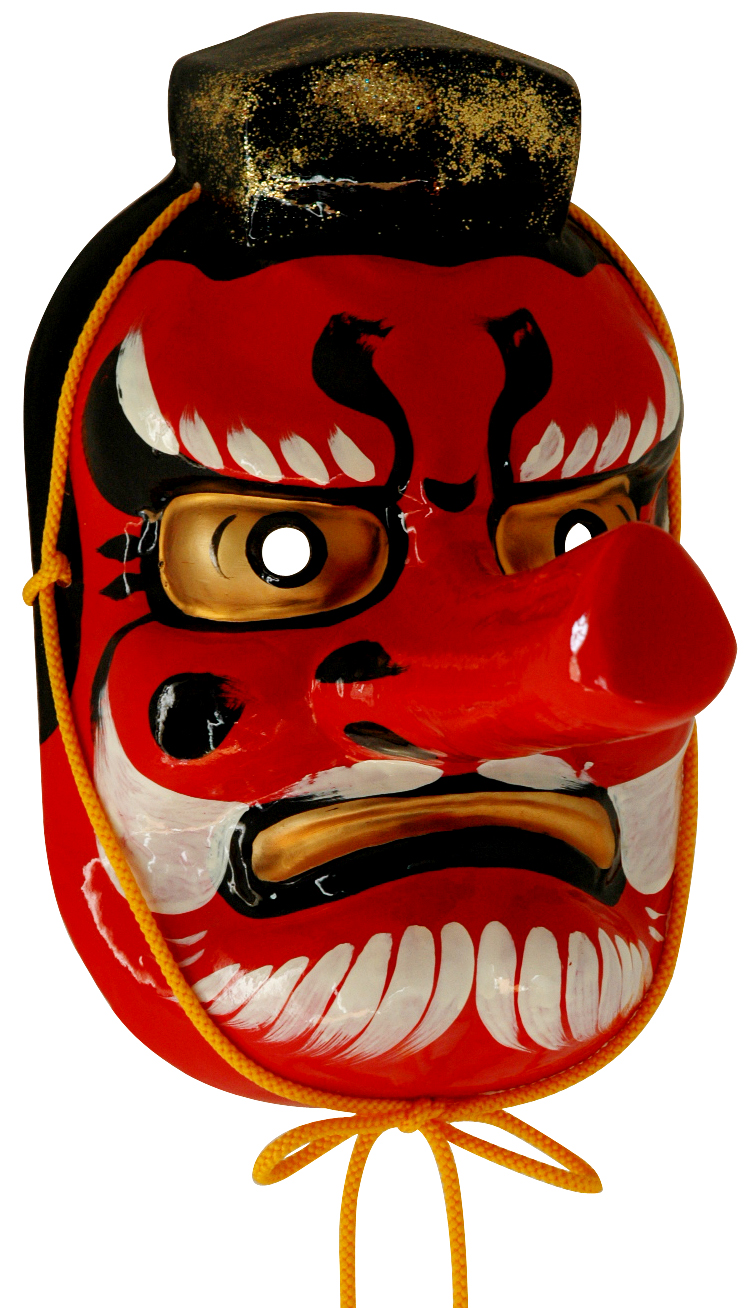
Một chiếc mặt nạ Tengu

Phật giáo từ lâu đã cho rằng tengu là những con quỷ gây rối và mang điềm báo chiến tranh. Tuy nhiên, hình ảnh của tengu đã dần dần trở nên nhẹ nhàng hơn, giờ đây chúng trở thành một trong những linh hồn bảo vệ, nhưng vẫn nguy hiểm, của núi và rừng. Tengu được kết hợp với hình ảnh những người thực hành khổ hạnh trong Tu nghiệm đạo, và chúng thường được mô tả trong trang phục của những người đi theo con đường này, yamabushi.
Do thường được liên hệ với những người theo Tu nghiệm đạo, tengu thường được mô tả với trang phục của những người theo đường tu luyện này, áo kết già sa và mũ Đầu khâm. Tengu cũng có thể mang thiền trượng. Ngoài ra, sinh vật này cũng thường được mô tả với tay cầm một chiếc quạt lông vũ kỳ diệu ha-uchiwa (羽団扇, "vũ đoàn phiến"). Trong những câu chuyện dân gian, chiếc quạt này có thể có khả năng phát triển hoặc thu hẹp mũi của một người; nhưng phổ biến hơn là có thể tạo ra những trận gió lớn. Đôi khi tengu cũng có thể xuất hiện với nhiều trang kiện kỳ lạ khác, chẳng hạn như một loại guốc geta cao gọi là tengu-geta.